# Fetissov Arena
L'Arena Fetissov (en russe : Фетисов-Арена) est un complexe sportif de Vladivostok en Russie. Il a été construit en 2013.

## Histoire
Sa patinoire est prévue pour accueillir notamment l'équipe de hockey sur glace de l'Admiral Vladivostok de la Ligue continentale de hockey à partir de septembre 2013. Elle a une capacité de 6 000 spectateurs pour les compétitions sportives et de 8 000 spectateurs pour les concerts.